# Meerzicht (Zoetermeer)
Meerzicht is een wijk in Zoetermeer die is gebouwd in de jaren 70 van de 20e eeuw. Meerzicht bestaat uit twee delen: wijk 15 en wijk 16.
Wijk 15 wordt ook wel "Meerzicht Hoog", of "Meerzicht-Oost" genoemd en bestaat uit het gebied ten oosten van het winkelcentrum Meerzicht tot aan de Afrikaweg. Dit deel van de wijk kenmerkt zich met name door de vele hoogbouw. In Meerzicht-Oost wonen 6.055 inwoners (cijfer per 2021).
Wijk 16 wordt ook wel "Meerzicht-West" genoemd en bestaat uit het deel ten westen van het winkelcentrum tot en met het Westerpark. Dit deel van de wijk bestaat bijna geheel uit laagbouw: rijtjeshuizen en vrijstaande bungalows. In dit gedeelte van de wijk zijn ook de zogenoemde "koepeltjeswoningen" te vinden. In Meerzicht-West wonen 9.445 inwoners (cijfer per 2022).
De wijk heeft een eigen winkelcentrum: "Winkelcentrum Meerzicht". Het winkelcentrum ligt op de grens tussen wijk 15 en wijk 16. Dwars door de wijk loopt de Meerzichtlaan. Dat is een doorgaande weg die de wijk ook verbindt met andere wijken van Zoetermeer.

## Westerpark
Aan de westkant van Meerzicht ligt het Westerpark. Het Westerpark is met zo’n 170 hectare een van de grootste recreatiegebieden van Zoetermeer. Het is in de jaren ‘70 ontworpen om ruimte te geven aan vele vormen van sport en recreatie. Bosachtige gedeelten wisselen af met open vlakten en waterpartijen. In het park is tevens de Natuurtuin gelegen. De Natuurtuin is een modeltuin met miniaturen van landschappen zoals die thuishoorden in deze waterrijke streek.
Opvallende details van dit park zijn de diverse heuvels. Deze heuvels zijn tot stand gekomen door het storten van huishoud- en bouwafval bij de aanleg. Deze bergen van afval zijn afgedekt en uiteindelijk begroeid.

## Architectuur: koepelwoningen
Aan het Westergo en de achterliggende straten (Gaasterland, Gooiland, Kennemerland, Lemsterland, Munnikenland) zijn de koepelwoningen te vinden. Deze woningen zijn als experimentele woningbouw ontworpen door architect Benno Stegeman in 1969. Ze zijn gebouwd in de jaren [[1972]-[1974]] door het B.B.I. (Bouwbedrijf voor Bedrijven en Instellingen) uit Delft.
De koepelwoning is een blokvormige woning van twee of drie lagen in een gladde witte kalkzandsteen in Waalformaat. De naam is ontleend aan de feloranje koepels die de trappenhuizen afdekken. De woningen zijn sprongsgewijs verkaveld in een hofjesstructuur, waarbij openbaar en privé in elkaar overlopen. Een vergelijkbaar type woning is ook te vinden in Zwolle en Nuenen; hier zijn de koepels en stenen in andere materialen en kleuren uitgevoerd en ontbreken de zo kenmerkende centrale parkeerdekken.
De negenennegentig koepelwoningen en zeventien zogenaamde tentdakwoningen zijn gebouwd tussen 1972 en 1974 door B.B.I. te Delft. Vooral in de eerste jaren, toen de begroeiing rond de huizen nog niet zo ver was uitgelopen als nu en de geluidswal langs de A12 nog niet was aangelegd, was dit project met de oranje koepels vanaf de A12 een enorme blikvanger. 
De woningen vallen vooral op door de verrassende materiaal- en kleurenkeuze. Maar dat is niet het enige waardoor het project opvalt; ook de architectuur die in vaktermen als “kubisch-structuralistisch” wordt beschreven (bepaald niet alledaags in die tijd) en het stedenbouwkundig plan is van bijzondere kwaliteit. Zo op het eerste gezicht lijken de 116 woningen van Stegeman met de losse hand neer gestrooid. Schijn bedriegt: de woningen zijn juist uitgekiend gegroepeerd, met vermijding van vormherhalingen en rechtlijnigheid. Straten in de geijkte zin van het woord ontbreken in dit wijkje. De woningen zijn in groepjes van twee, drie of meer met verspringingen aan elkaar geschakeld. Ze staan rond binnenpleintjes en hebben, althans van oorsprong, open tuinen. Hierdoor is de aanblik van een stadslandschap ontstaan: de natuur vertaald in stenen vormen.
Openheid en beslotenheid wisselen elkaar in dit project af, met verrassende doorkijkjes en veranderende perspectieven, waardoor als het ware steeds verschuivende decors ontstaan.
Elk pleintje en iedere doorgang heeft zijn eigen identiteit: er zijn geen twee plekken gelijk. De woningen zijn nauw met elkaar vervlochten, maar door de geleding en door eigen grondvormen leveren ze nergens een doorsnee straatwand op. De gekozen verkaveling, met een sterke samenhang en identiteit, wijkt flink af van die van de rest van [Meerzicht]. Daar is, behoudens bij de “knikflats”, gekozen voor een verkaveling loodrecht of evenwijdig aan de Afrikaweg en de Amerikaweg.
Elke zogenaamde koepelwoning is opgebouwd uit rechthoekige geometrische volumes, zoals de hoofdmassa in twee of drie bouwlagen, een rechthoekige in dezelfde materialen aangebouwde berging in één bouwlaag en een vierkante trappentoren die boven de hoofdmassa uitsteekt en met een karakteristieke grote oranje lichtkoepel wordt afgedekt. De compositie van deze drie elementen vormt een fraaie schakelbare eenheid, die verspringend met meer in een rij een ritmisch ogende straatwand oplevert.
Elke zogenaamde tentdakwoning, die in kleine clusters tussen de geschakelde koepelwoningen staan gegroepeerd, heeft eenzelfde basisopbouw maar is uitgebreid met een aangebouwde keuken en voorzien van schuine pannendaken. Zowel de koepelwoningen als de tentdakwoningen komen voor met een extra rechthoekig aangebouwde ruimte, over één bouwlaag, met een dakterras.
De plastische vormgeving van de woningen is veelal een uitdaging tot het realiseren van eenvoudige aan- en opbouwen. Het is daarbij van belang dat de schaal, de maatvoering, de detaillering en de materiaaltoepassing een professionele voortzetting vormt van het bestaande architectonische ontwerp. De Koepeltjesbuurt is inmiddels dan ook aangewezen als beschermd stadsgezicht.
De materiaaltoepassing is gebaseerd op een heldere contrastwerking. Witte gladde kalkzandsteen wanden, gemetseld in waalformaat met een lichtgrijs getinte voeg en zwarte kozijnen, die de openingen in het metselwerk een strakke contour geven, openslaande terrasdeuren, witte draaiende delen en witte boeiborden, terwijl de oranje lichtkoepels voor het kleuraccent zorgen.
De raamopeningen zijn zorgvuldig in de gevels geplaatst met veelal verticaal strokende stijlen, terwijl de breedtematen van de kozijnen en raamindelingen altijd gebaseerd zijn op 45 cm, 60 cm, 90 cm, een veelvoud of een optelsom van deze maten. Voorts behoort het tot de architectonische uitgangspunten, dat gemetselde wanden altijd afgedekt zijn met een dunne aluminium daktrim en dat boeiborden alleen boven puien worden toegepast.
In Zoetermeer waren de “anders dan andere” woningen al snel een begrip. Ook buiten de stadsgrenzen kreeg het project bekendheid. Niet in de laatste plaats door de tv-commercial van een bank. Maar ook horden buitenlandse en andere in bijzondere architectuur geïnteresseerde bezoekers hebben de wijk doorkruist en op de foto en film vastgelegd. De bekendheid was de gemeente Zoetermeer zeer welkom, als tegenhanger van de veelal negatieve reacties op de eerste hoogbouw. De gemeente bracht zelfs een puzzel uit waarop de koepeltjeswoningen staan afgebeeld. Bij de boekhandel kon men kaarten kopen met “Groeten uit Zoetermeer” met eveneens een afbeelding van de koepeltjeswoningen.
De kopers van de koepelwoningen werden verplicht lid van de Coöperatieve Vereniging van Eigenaren Meerzicht Zuid-West U.A. en diegenen die een garageplaats kochten werden daarnaast verplicht lid van de Coöperatieve Vereniging tot Exploitatie van Vier Parkeergarages Meerzicht Zuid-West. De Coöperatieve Vereniging tot Exploitatie van Vier Parkeergarages Meerzicht Zuid-West (garagecoöperatie) is de eigenaar van de vier parkeergarages. De gebruiksrechten voor het parkeren van auto’s voor een van de 80 overdekte parkeerplaatsen (in iedere garage 20), zijn verkocht aan de garageplaatseigenaren. Alle huiseigenaren zijn via een kettingbeding in hun koopcontract en de statuten lid van de Coöperatieve Vereniging van Eigenaren Meerzicht Zuid-West U.A.. Die coöperatie heeft bij oprichting voor alle 116 woningeigenaren, hun huisgenoten en bezoek de rechten gekocht om op de daken van de vier parkeergarages te mogen parkeren. Om die reden zijn de twee genoemde coöperaties juridisch vervlochten.

## Landschapsarchitectuur
Uniek voor het project is dat de groen- en landschapsstructuur van de wijk is aangelegd door de firma Graphorn in samenspraak met Ir. Benno Stegeman. Het was heel bijzonder in die tijd dat men een huis kocht en de basisaanleg van de tuin, het zogenaamde basisgroenplan, bij het koopcontract behoorde. Bijzonder van de groenstructuur is verder de afwezigheid van een duidelijke scheiding tussen openbaar en privé-gebied en tussen de privé-gebieden onderling. De scheiding tussen tuinen is veelal met een groenelement of een verhoogde aanleg aangegeven. Door de verspringende schakeling van de woningen kan bijna iedere bewoner met behulp van wat beplanting en plaatselijk aangelegde niveauverschillen de eigen privacy op het terras waarborgen. Van oorsprong voorzag het groenplan dan ook in ruimtelijk doorlopende tuinen. Dat leverde een perspectivisch ruimtelijk beeld alsof men ieder voor zich in een park woont.
Ook nu nog is het effect van de wijkbrede landschapsarchitectuur en aanleg nog goed te zien. Het repeterende, maar afwisselende effect van zelfde type beplantingen in opeenvolgende tuinen en groenstroken als sleedoorn, vuurdoorn, lijsterbes en andere struiken en bomen zorgen dat de wijk één geheel vormt. Dit overigens zonder eenvormigheid. De gedachte achter de landschapsarchitectuur is dat de groeninrichting van tuinen en omgeving een natuurlijke overgang vormen van de hoog- en laagbouw elders in Meerzicht naar het Westerpark. Gegeven de vele vogels en andere dieren die in de tuinen en op de looppaden gespot worden (waaronder kikkers, egels, konijnen, fazanten, mezen, vinken, reigers, uilen, Vlaamse gaaien, spechten, enzovoorts) is dit ecologisch gezien goed gelukt.
Het onderhoud aan het openbare gebied, door eigenaren en gemeente, gebeurt in overeenstemming met de oorspronkelijke zorgvuldige opzet van het geheel. Zo hebben de eigenaren de verplichting om de gemeentelijke stroken grond aanpalend aan hun huis te onderhouden. Om het koepelwoningengebied de bijzondere kwaliteit te laten behouden, zijn al bij de wijkopzet uitgebreide afspraken gemaakt over gebruik en onderhoud door de eigenaren en gemeente.
Bij de beoordeling van bouwplannen en herinrichtingsplannen voor het openbaar gebied in de koepeltjesbuurt is door de gemeente in het bestemmingsplan Meerzicht Laagbouw een extra toets opgenomen en wordt rekening gehouden met het unieke karakter van het project. Om het karakter van de koepelwoningen en hun omgeving te versterken, heeft de Gemeente Zoetermeer op 21 februari 2006 besloten het koepelwoningengebied aan te wijzen als beschermd stadsgezicht in het kader van het gemeentelijke monumentenbeleid.
Meerzicht Zuid-West is een voetgangersgebied, waar de auto eigen wegen heeft die om de woonbuurt heen lopen. Het ontsluitingsplan van de koepeltjesbuurt bestaat uit doodlopende en dus verkeersluwe wegen, die eindigen in vier half verzonken parkeerdekken, totaal goed voor 160 parkeerplaatsen. Door deze wijze van geconcentreerd parkeren zijn de auto’s merendeels aan het zicht onttrokken en bevinden de entrees van de woningen zich aan een autovrij voetgangersgebied. Het zorgvuldig ontworpen bestratingspatroon van de paden tussen de woningen is uitgevoerd in een combinatie van trottoirtegels, doorbroken door een figuratie van velden met gebakken straatklinkers. Dit is een belangrijk kenmerk van de basisstructuur van de buurt. Door dit afgedwongen aangepaste gedrag heeft ontwerper Stegeman het verkeer in het wijkje op een prima manier weten te integreren, namelijk ten dienste van de bewoners en niet tot last. Ook voor de kinderen is het er daardoor veilig spelen. Ook de veiligheid van het langzame verkeer stond bij de wijkinrichting op de voorgrond.
De koepel- en tentdakwoningen hebben een ideale ligging aan het Westerpark met prachtige waterpartijen, de wandel-, fiets- en paardenwegen, de schitterende beplantingen met elk hun specifieke dierenwereld en de bijzondere natuurtuin. Bij vorst valt er volop te schaatsen en bij stevige sneeuwval kan men de langlaufski’s voor de eigen voordeur onderdoen en direct de getrokken loipes in het Westerpark bereiken. Vanuit het Westerpark leiden fietsroutes via de polders naar Zoeterwoude, de Vlietlanden, Wassenaar en Katwijk. De markante fietsbrug over de Rijksweg 12 (A12) verbindt de wijk met Rokkeveen, het Balijbos en het Delftse Hout.

## Voorzieningen
- Winkelcentrum Meerzicht
- Rooms-katholieke kerk Genesareth
- Kerkelijk centrum De Oase
- Kinderboerderij Het Buitenbeest
- STAK, activiteitencentrum voor gehandicapten
- Kinderspeelparadijs Funzone
- Bowling- en recreatiecentrum Westerpark

Buytenwegh De Leyens ·
Dorp ·
Driemanspolder ·
Meerzicht ·
Noordhove ·
Oosterheem ·
Palenstein ·
Rokkeveen ·
Seghwaert ·
Stadscentrum